# سوتا كيتانو
سوتا كيتانو (باليابانية: 北野 颯太) (مواليد 13 أغسطس 2004) هو لاعب كرة قدم ياباني.

## وصلات خارجية
- سوتا كيتانو على موقع رابطة كرة القدم اليابانية للمحترفين (اليابانية)
- سوتا كيتانو على موقع إي إس بي إن إف سي (الإنجليزية)
- سوتا كيتانو على موقع قاعدة بيانات كرة القدم.إي يو (الإنجليزية)
- سوتا كيتانو على موقع Soccerbase.com (لاعب) (الإنجليزية)
- سوتا كيتانو على موقع Soccerway.com (الإنجليزية)
- سوتا كيتانو على موقع عالم كرة القدم.نت (الإنجليزية)